# تاراس پروخاسکو
تاراس پروخاسکو (انگلیسی: Taras Prokhasko؛ زادهٔ ۱۶ مهٔ ۱۹۶۸) روزنامه‌نگار، مؤلف (پدیدآور)، و نویسنده اهل اتحاد جماهیر شوروی سوسیالیستی است.